# A-закон
А-закон — алгоритм сжатия с потерей информации, применяется для сжатия звуковых данных.

## Реализации для 16-битных знаковых целых
Принцип кодирования схож с кодированием чисел с плавающей запятой. Каждый семпл кодируется в 8-битное поле. Старший бит — бит знака, следующие 3 бита — беззнаковая экспонента, последние 4 — мантисса. Таким образом из используемых 16 бит, только 12 бит содержат значащую информацию, а 4 бита из 16 иногда отбрасываются.
Шаг 1
Если число отрицательно, оно обращается, при этом принимается, что s = 0, иначе s = 1.
Шаг 2
16-битное число преобразуется в 8-битное в соответствии со следующей таблицей. Для наглядности полубайты — нибблы — разделены знаком грависа (`); s — знаковый бит; звёздочками показаны биты, теряющиеся при сжатии.
| Исходное число      | Сжатое    |
| ------------------- | --------- |
| s000`0000`wxyz`**** | s000`wxyz |
| s000`0001`wxyz`**** | s001`wxyz |
| s000`001w`xyz*`**** | s010`wxyz |
| s000`01wx`yz**`**** | s011`wxyz |
| s000`1wxy`z***`**** | s100`wxyz |
| s001`wxyz`****`**** | s101`wxyz |
| s01w`xyz*`****`**** | s110`wxyz |
| s1wx`yz**`****`**** | s111`wxyz |

Шаг 3
Биты инвертируются через один, начиная с самого правого (то есть с 8-битным числом проделывается операция XOR 0x55).

### Примеры
В примерах ниже подстрочный индекс обозначает разрядность (десятичное число или двоичное); на 1 шаге подчёркнута мантисса (часть цифр, переходящая в wxyz на 2 шаге).
Пример 1
66610 = 0000`0010`1001`10102
Шаг 1. Знаковый бит s = 1: 0000`0010`1001`10102
Шаг 2. Собственно сжатие (соответствует s010`wxyz): 1010`01002
Шаг 3. Инвертирование: 1111`00012 = F116 = 24110.
Пример 2
—666610 = 1110`0101`1111`01102
Шаг 1. Число обращаем, знаковый бит s = 0: 0001`1010`0000`10012
Шаг 2. Собственно сжатие (соответствует s101`wxyz): 0101`10102
Шаг 3. Инвертирование: 0000`11112=1510